# Абу Мансур аль-Азхари
Абу Мансур Мухаммад ибн Ахмад аль-Азхари (араб. أبو منصور محمد بن أحمد الأزهري‎; 895, Герат — 980, Герат), известный как Абу Мансур аль-Азхари (أبومنصور الأزهري) — арабский лексикограф, филолог и грамматик арабского языка. Выдающийся филолог своего времени, известный своей одарённостью и передачей филологических знаний. Его самая важная работа — «Тахзиб аль-Люгат» (تهذيب اللغات).

## Биография
Аль-Азхари родился в городе Герат в Хорасане, в то время контролируемом династией Саманидов. Он известен как аль-Азхари в честь предка по имени Азхар, о котором ничего не известно. В молодости аль-Азхари ездил в Багдад, считавшийся центром науки, и находившийся ещё под властью Аббасидов. Учась в Багдаде, он познакомился с известным современником грамматиком аббасидского двора Ибн ас-Сари аз-Заджаджем (ум. 923). По словам Ибн Халликана, аль-Азхари также познакомился с другим ведущим грамматиком того времени, Ибн Дурайдом.
Однажды для изучению арабского языка он уехал из Багдада в город Мекку. Примерно в это же время карматы сеют хаос в Аравии после восстания против Аббасидов. В 924 году, когда аль-Азхари возвращался из Мекки обратно в Багдад в сопровождении паломнического каравана на обратном пути из хаджа, на них напали карматы во главе с Абу Тахиром аль-Джаннаби. Многие паломники были убиты, а их имущество украдено. Однако аль-Азхари был взят в плен, и следующие два года прожил в неволе. Живя среди карматов-бедуинов, он записал в своей книге «Тахзиб аль-Люгат» их образ жизни и выучил их идиомы и выражения. Аль-Азхари умер в своём родном городе Герат в 980 году нашей эры.

## Работы
- Тахзиб аль-Люгат (Краткое руководство по языкам)
- Гариб аль-Альфаз (Редкие слова)
- Китаб ат-Тафсир (Книга толкования)